# Cryphoecina deelemanae
Cryphoecina deelemanae là một loài nhện trong họ Hahniidae. Chúng được miêu tả năm 1997 bởi Deltshev, và chỉ được tìm thấy ở Montenegro. Ban đầu, chúng được đặt trong họ Hahniidae, đến năm 2017 thì được chuyển về họ Cybaeidae.